# Пебре, Андеро
Андеро Пебре (эст. Andero Pebre; 7 августа 1991, Таллин) — эстонский футболист, полузащитник.

## Биография
Воспитанник таллинского клуба «Реал». Взрослую карьеру начал в неполные 16 лет в клубе третьей лиги Эстонии «Кайтселийт Калев-2».
В 2008 году присоединился к таллинской «Левадии», в первые полтора года выступал только за её резервную команду в первой лиге. Летом 2009 года был отдан в аренду в «Пайде», в его составе дебютировал в высшем дивизионе 25 июля 2009 года в матче против «Таммеки» и в этой же игре забил свой первый гол. После возвращения в «Левадию» в начале 2010 года стал регулярно играть за основную команду. С таллинским клубом становился чемпионом Эстонии (2013), неоднократным призёром чемпионата, обладателем Кубка и Суперкубка страны. Провёл 8 матчей в еврокубках.
По окончании сезона 2013 года завершил профессиональную карьеру. В дальнейшем выходил на поле за любительские клубы низших лиг.
Всего в высшем дивизионе Эстонии сыграл 99 матчей и забил 7 голов.
Выступал за сборные Эстонии младших возрастов, провёл более 30 матчей.
После завершения карьеры некоторое время жил в Австралии. Вернувшись в Эстонию, увлёкся вопросами эзотерики и психологии и неоднократно выступал в эстонских СМИ по этим тематикам.

## Достижения
- Чемпион Эстонии: 2013
- Серебряный призёр чемпионата Эстонии: 2010, 2012
- Обладатель Кубка Эстонии: 2009/10, 2011/12
- Обладатель Суперкубка Эстонии: 2010 (не играл), 2013